# Most na rzece Ibar
Most na rzece Ibar – most na rzece Ibar w Mitrowicy, łączący północną, serbską, część miasta z południową, albańską.

## Historia
Nie wiadomo, kiedy zbudowano w tym miejscu pierwszy most. Na pewno w ciągu ostatnich stu lat w tym miejscu były cztery mosty. W 1884 roku w tym miejscu zbudowano kamienny most, wykorzystując do tego kamień ze ścian zawalonego kościoła z miejscowości Mali Zvečan. Ponieważ most był wąski, w 1908 roku wyburzono go i na jego miejscu stanął nowy, drewniany. W 1932 roku zastąpił go stalowyy, który był uważany za symbol Mitrowicy. Został on później rozebrany, a w latach 1972–1974 zbudowano nowy betonowy most. Gdy 7 sierpnia 1999 roku doszło do gwałtownych starć między Serbami a Albańczykami, żołnierze KFOR zablokowali most. Zatrzymali też demonstrantów albańskich, którzy 9 września usiłowali przejść przez most na serbską stronę Mitrowicy. Spowodowało to zamieszki po obu stronach rzeki. W wyniku zajść 150 osób zostało rannych. Od lata 1999 roku oba brzegi mostu nadzorowały paramilitarne grupy Serbów i Albańczyków. O ile albańskie grupy zakończyły nadzorowanie w 2002 roku, to serbskie kontynuowały działalność pod nazwą „strażnicy mostu” (Čuvari mosta).
W latach 2000–2001 most został odnowiony i ozdobiony półkolistymi łukami. Remont sfinansował rząd francuski, a do prac zatrudniono zarówno Serbów, jak i Albańczyków. W marcu 2004 roku w Mitrowicy wybuchły kolejne zamieszki, podczas których demonstranci zajęli most.
W 2014 roku kosowscy Serbowie rozebrali barykadę blokującą most, która została zbudowana w 2011 roku z wykorzystaniem elementów betonowych i żwiru, gdy nie zgadzali się oni na wejście kosowskiej policji do północnej części Kosowa. W sierpniu 2016 roku rozpoczął się kolejny remont mostu uzgodniony podczas rozmów pod patronatem UE między Prisztiną a Belgradem, a mających doprowadzić do normalizacji stosunków. Po zakończeniu remontu mostu nie udało się otworzyć.

## Opis
Most nad rzeką Ibar w Mitrowicy ma 91,2 metra długości i jest szeroki na 25,3 metra. Całkowita powierzchnia mostu wynosi 1120 metrów kwadratowych.